# Rhizophagus pahalgamus
Rhizophagus pahalgamus is een keversoort uit de familie kerkhofkevers (Monotomidae). De wetenschappelijke naam van de soort werd in 1977 gepubliceerd door Sen Gupta & Biswas.